# پزشکان پروازی شرق آفریقا
پزشکان پروازی شرق آفریقا (آلمانی: Die Fliegenden Ärzte von Ostafrika) فیلمی در ژانر مستند به کارگردانی ورنر هرتسوک است که در سال ۱۹۶۹ منتشر شد.